# Zdeněk Zlámal
Zdeněk Zlámal (* 5. listopadu 1985, Přerov, Československo) je český profesionální fotbalový brankář, který od léta 2018 působí ve skotském prvoligovém klubu Heart of Midlothian FC. Mimo Česko působil na klubové úrovni v Itálii, Španělsku a v Turecku. Na svém kontě má jeden start za A-mužstvo české fotbalové reprezentace (proti Maltě v červnu 2009). V září 2021 oznámil konec kariéry.

## Rodina
Pochází ze sportovní rodiny, ve fotbalu aktivně působil už jeho strýc František Zlámal, který hájil v 60.–80. letech 20. století branku Slavie Praha. Jeho otec Zdeněk Zlámal se mnoho sezon objevoval v brance Spartaku Hulín, kde mimo něj začínala též i řada dalších vrcholových fotbalistů (Zdeněk Nehoda, Radek Drulák, Pavel Novotný). V žákovské kategorii hrával s místním klubem nejvyšší soutěž - žákovskou ligu. V této kategorii ho objevil trenér HS Kroměříž Jiří Vogl.

## Klubová kariéra
Svoji fotbalovou kariéru začal ve Spartaku Hulín, kde prošel všemi mládežnickými kategoriemi. 14. července 2002 debutoval v prvním týmu, když nastoupil v pohárovém utkání Morkovice - Hulín. V 82. minutě zůstal po srážce s jedním z útočníků na chvíli v bezvědomí a s otřesem mozku skončil v nemocnici.
Následně přestoupil do HS Kroměříž a stal se stabilním členem druholigového kádru. Na konci roku 2005 jej získala pražská Sparta, smlouvu s klubem podepsal do června 2006.
Během angažmá v týmu se neprosadil a v roce 2006 zamířil na roční hostování do Zlína. Tam se mu podařilo prosadit na post brankářské jedničky a pomohl mužstvu udržet prvoligovou příslušnost. Za své výkony v brance Zlína si vysloužil ocenění objev roku.
Po návratu do Sparty odešel trvale do klubu Slovan Liberec, kde se postupně vypracoval z postu dvojky na pozici jedničky. Za Slovan Liberec nastoupil k 44 utkáním.
V roce 2008 se o něj začal zajímat italský celek Udinese Calcio, kam následující rok skutečně odešel a upsal se klubu na 5 let. V klubu s ním počítali jako s náhradou za brankářskou jedničku Samira Handanoviče, a tak obratem odešel na hostování do španělského druholigového nováčka Cádiz CF. V létě 2010 zamířil hostovat do Slavie Praha a následně krátce působil v italském AS Bari.

### SK Sigma Olomouc
V srpnu 2011 odešel na hostování do Sigmy Olomouc. V týmu podával velmi kvalitní výkony a v sezóně 2011/12 slavil se Sigmou zisk českého poháru, když ve finále uhájil vítězství 1:0 nad Spartou Praha. V ligové soutěži bojoval s týmem o záchranu, která se zdařila. V červenci 2012 se radoval ze zisku druhé trofeje - českého Superpoháru.
Před následujícím ročníkem 2012/13 Sigma brankáře z Udinese Calcio vykoupila a podepsala s ním tříletý kontrakt. 

Sezona 2013/14 dopadla neslavně, se Sigmou zažil sestup do druhé české ligy. V lednu 2015 mu vypršela smlouva a nabídku na novou od Olomouce nedostal.

### Bohemians Praha 1905
V lednu 2015 podepsal půlroční kontrakt s opcí v Bohemians Praha 1905. V prvních dvou jarních kolech proti FC Vysočina Jihlava a FK Baumit Jablonec kryl záda Milanu Švengerovi. Poté dostal prostor mezi třemi tyčemi a ročník 2014/15 dochytal. V létě 2015 klub uplatnil na hráče předkupní právo. Dne 15. srpna 2015 v zápase 4. kola proti Dukle Praha se stal prvním brankářem v samostatné české lize, který vstřelil gól přímo ze hry. V závěru utkání hlavou skóroval z rohového kopu do branky střežené Filipem Radou a vyrovnal na konečných 2:2.

### Alanyaspor
V létě 2016 podepsal smlouvu na dva roky s tureckým Alanyasporem, nováčkem turecké Süper Lig v sezóně 2016/17. Klub Bohemians 1905 přijal tuto zprávu s nevolí (kvůli blížícímu se startu sezóny 2016/17 české ligy), hráči to však umožňovala klauzule ve smlouvě. V sezóně 2016/17 pomohl týmu k záchraně v Süper Lig. Po změně trenéra v klubu se stal brankářem č. 3, v srpnu 2017 se poté dohodl na ukončení smlouvy.

### FC Fastav Zlín (návrat)
Následně se vrátil do České republiky a podepsal dvouletý kontrakt s týmem FC Fastav Zlín, účastníkem základní skupiny Evropské ligy UEFA 2017/18. Vrátil se tak do klubu, kde před 11 lety poprvé chytal v nejvyšší české lize.

## Reprezentační kariéra
V letech 2006–2007 chytal za českou reprezentaci do 21 let (celkem 12 zápasů).
V roce 2007 se účastnil Mistrovství Evropy do 21 let v Nizozemsku, kde ČR obsadila s jedním bodem poslední čtvrtou pozici v základní skupině B.
V A-mužstvu českého národního týmu odchytal pouze druhý poločas přátelského utkání s Maltou 5. června 2009 (výhra 1:0).